# Joshua Titima
Joshua Titima (20. října 1992) je zambijský fotbalový brankář a reprezentant, v současnosti hráč klubu Power Dynamos.

## Reprezentační kariéra
V A-týmu Zambie debutoval v roce 2012.

Zúčastnil se Afrického poháru národů 2015 v Rovníkové Guineji, kde Zambie obsadila se 2 body poslední čtvrté místo v základní skupině B.